# Sumter
Sumter ist eine Stadt im US-Bundesstaat South Carolina.
Die Stadt fungiert als County Seat der gleichnamigen Sumter County und ist nach General Thomas Sumter benannt.
Die Stadt streckt sich über eine Fläche von 69,3 km² aus; hiervon sind 0,4 % Wasserfläche.
Die Einwohnerzahl betrug bei der Volkszählung im Jahr 2020 43.463.

## Wirtschaft und Infrastruktur
Sumter beherbergt die Shaw Air Force Base. Diese Militäranlage ist größter Arbeitgeber der Region.

## Söhne und Töchter der Stadt
- Robert Best (1896–1952), Journalist und Radiopropagandist des Großdeutschen Rundfunks
- Justin Bethel (* 1990), American-Football-Spieler
- Lee Brice (* 1979), Countrysänger
- Glen Browder (* 1943), Politiker
- Virginia Capers (1925–2004), Schauspielerin und Sängerin
- John Gayle (1792–1859), 7. Gouverneur des US-Bundesstaates Alabama
- Joseph Leonard Goldstein (* 1940), Genetiker und Nobelpreisträger
- John J. Monaghan (1856–1935), Bischof von Wilmington
- Gloria Conyers Hewitt (* 1935), Mathematikerin und Hochschullehrerin
- George L. Mabry Jr. (1917–1990), Generalmajor der United States Army
- Bob Montgomery (1919–1998), auch bekannt unter dem Namen Philadelphia Bobcat, Boxer
- Inez Nathaniel-Walker (1911–1990), Künstlerin der Outsider Art
- Mike Pritchard (* 1969), American-Football-Spieler
- George Stinney (1929–1944), minderjähriges Justizopfer eines Gerichtes des US-Bundesstaates South Carolina
- Shawn Weatherly (* 1959), Schauspielerin und Schönheitskönigin